# Szászegerbegy
Szászegerbegy (románul Agârbiciu, németül Arbegen, szászul Arbäjen) falu Romániában, Szeben megyében, Medgyestől délnyugatra.

## Története
A falu környékén újkőkorszaki, bronzkori, vaskori és római kori leleteket tártak fel. Első írásos említése 1343-ból maradt fenn Egurbeg alakban. A gótikus erődtemplom építését a 13. – 14. század fordulójára teszik, de a ma látható formáját a 15. század közepén nyerte el. A templomot első ízben 1415-ben említik. A bejárati torony belső boltívén látható évszám 1502.

## Lakossága
1850-ben 1413 lakosából 668 román és 599 német volt, 1992-ben az 1522 lakosból 1381 román és 73 német.